# Operacja Sindur
Operacja Sindur (hindi ऑपरेशन सिन्दूर, ang. Operation Sindoor) – ataki rakietowe Indii na przygraniczne obozy terrorystów islamistycznych w Pakistanie, które miały miejsce 7 maja 2025 roku i są elementem trwającego od 1947 roku konfliktu indyjsko-pakistańskiego. W ich konsekwencji doszło także do pakistańskiego kontrataku rakietowo-dronowego na cele wojskowe w Indiach, a następnie indyjskiego uderzenia na cele wojskowe w Pakistanie. Aktywna faza konfliktu zakończyła się zawieszeniem broni 10 maja 2025 roku.

## Przebieg wydarzeń

### Podłoże
W ramach konfliktu indyjsko-pakistańskiego o Kaszmir Indie oskarżały Pakistan o dawanie schronienia na swoim terytorium i wspieranie oraz szkolenie przez pakistański wywiad Inter-Services Intelligence (ISI) islamistycznych grup zbrojnych, dokonujących zamachów terrorystycznych w Indiach, co potwierdzają niezależni analitycy. Ocenia się, że od 2008 do początku 2025 roku miało miejsce ok. 120 takich ataków. Obecności obozów szkoleniowych terrorystów na swoim terytorium zaprzeczał natomiast oficjalnie rząd Pakistanu. Już w lutym 2019 roku doszło do ataku lotniczego Indii na obozy w Pakistanie, prowadzącego do ograniczonego starcia obu państw (zakończonego prawdopodobnie stratą po jednym samolocie z obu stron). Między oboma krajami dochodziło także do licznych ostrzałów swoich pozycji, ograniczanych jednak przez oba państwa do spornego obszaru Kaszmiru i nie wiodących do eskalacji.
22 kwietnia 2025 roku doszło w indyjskim Kaszmirze do większego ataku terrorystycznego w Pahalgam, w którym zamordowano 25 Hindusów i 1 obywatela Nepalu. Bezpośrednią konsekwencją ataku było zawieszenie przez rząd Indii z premierem Modim realizowania porozumienia wodnego z Pakistanem dotyczącego dystrybucji wód Indusu oraz oficjalne danie armii „wolnej ręki” na odpowiedź zbrojną.

### Uderzenie indyjskie

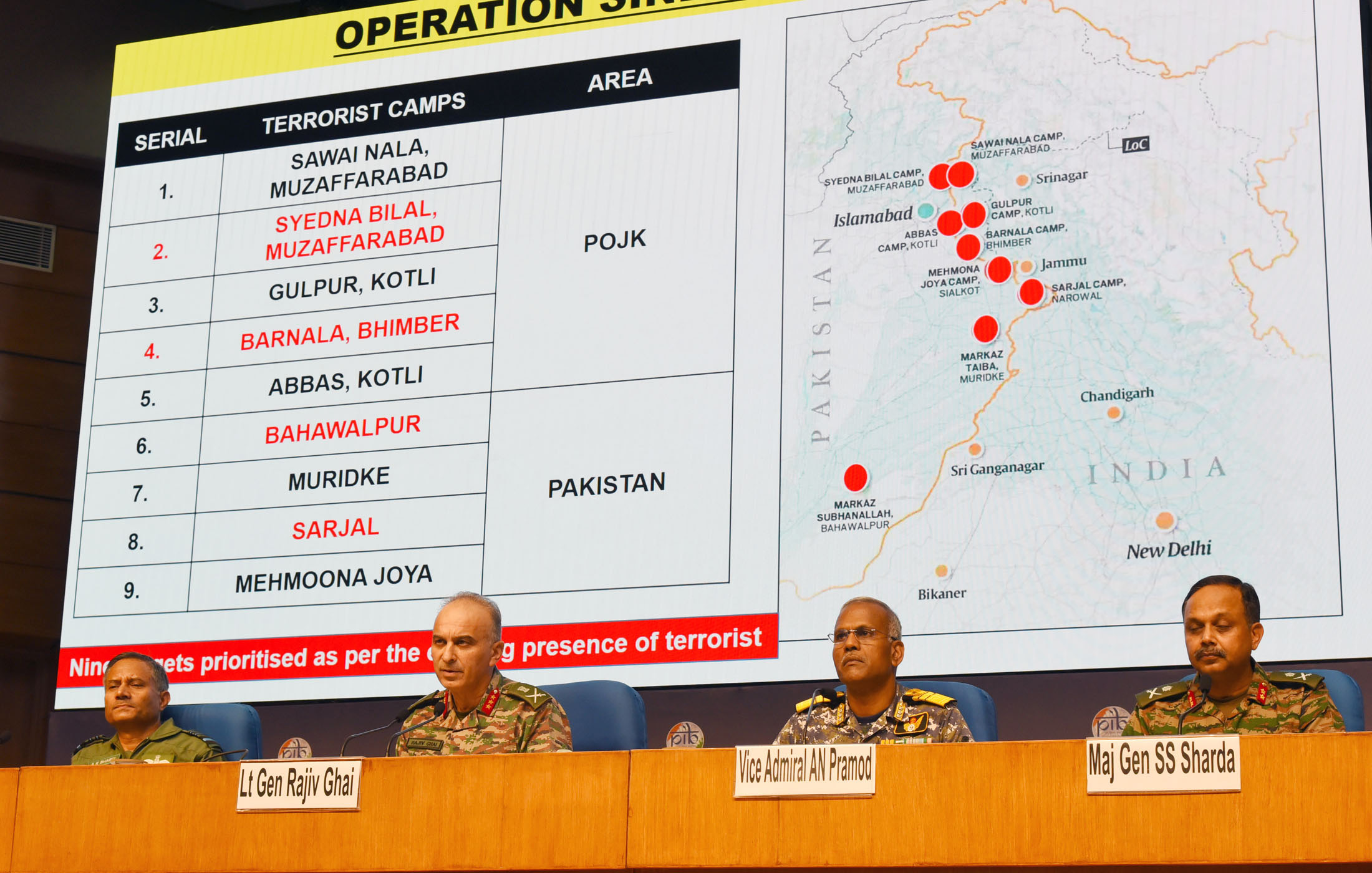
Konferencja prasowa indyjskiej armii prezentująca zaatakowane cele

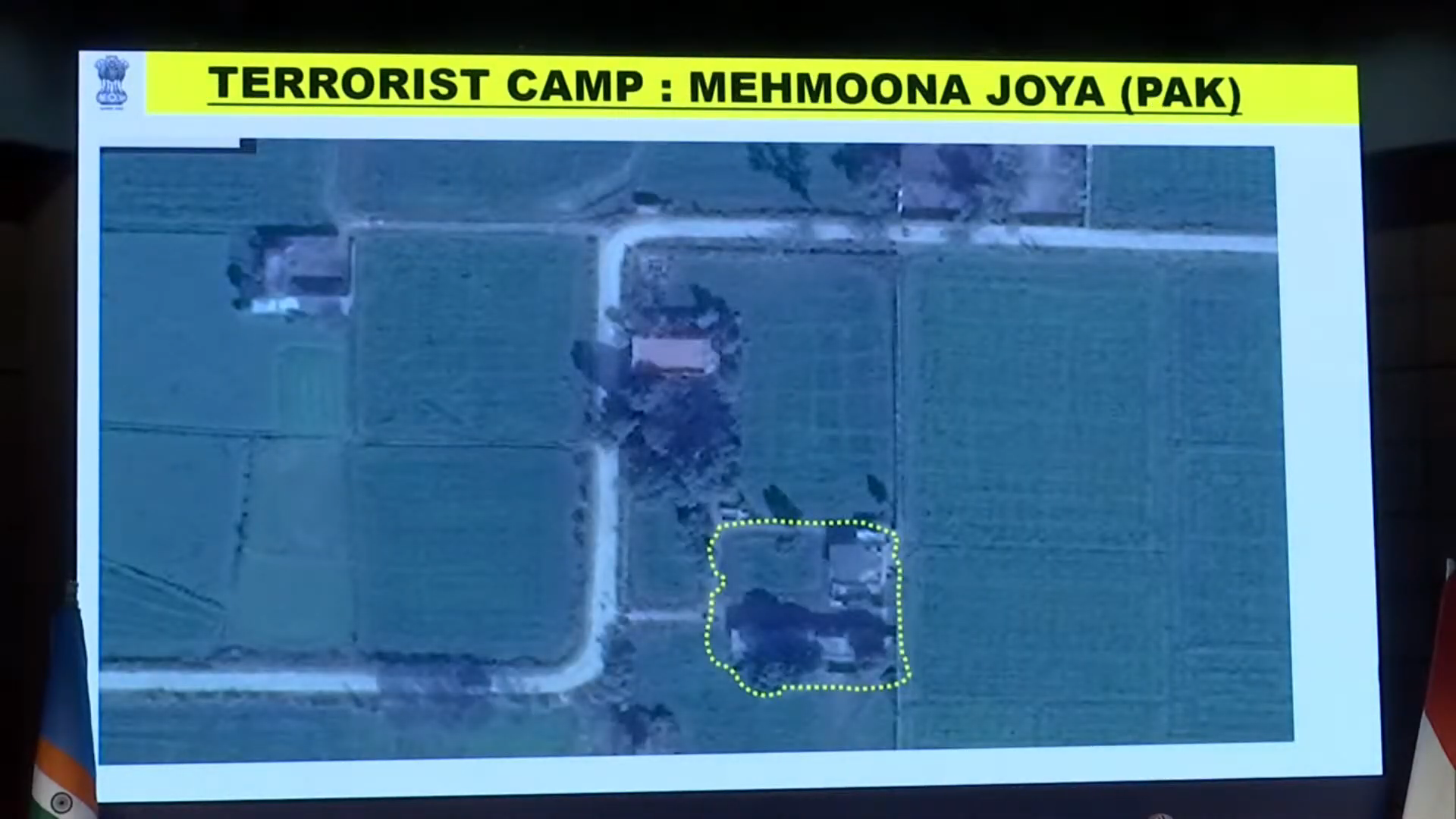
Zdjęcie satelitarne atakowanego obozu Mehmoona Joya w Sijalkocie w Pakistanie

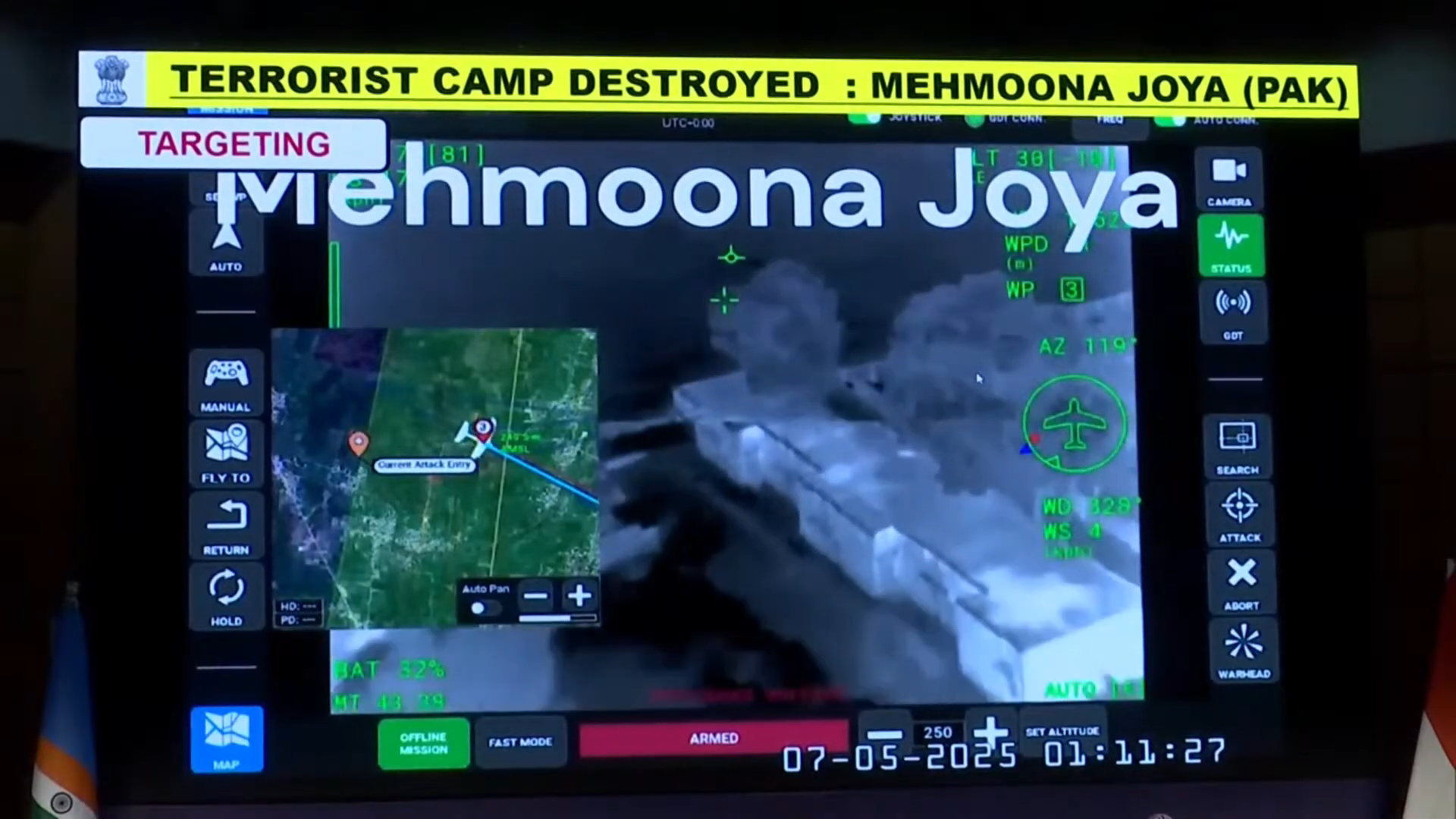
Uderzenie w obóz Mehmoona Joya

7 maja 2025 roku o godzinie 1:44 Ministerstwo Obrony Indii zakomunikowało, że przeprowadzono operację Sindur, mającą na celu uderzenia w infrastrukturę terrorystyczną w Pakistanie i kontrolowanej przez Pakistan części Dżammu i Kaszmiru, w której planowano ataki terrorystyczne przeciwko Indiom i kierowano nimi. Zgodnie z oświadczeniem, operacja była odpowiedzią na atak terrorystyczny w Pahalgamie. Pierwotne ataki indyjskie ograniczyły się do zidentyfikowanych ośrodków szkoleniowych islamistycznych grup zbrojnych wspieranych  dokonujących ataków w Indiach.
Do ataków przeprowadzonych przy pomocy lotnictwa odpalającego pociski i bomby kierowane oraz dronów uderzeniowych doszło 7 maja między godziną 1:28 a 1:51 czasu lokalnego. Indyjskie Siły Powietrzne zaatakowały dziewięć celów, w tym w Muzaffarabadzie (dwa cele), Kotli (dwa cele) i Bhimberze w pakistańskiej części Dżammy i Kaszmiru oraz w Muridke, Bahawalpurze i Sijalkocie (dwa cele) w Pakistanie właściwym. Głównymi celami były medresy i ośrodki szkoleniowe organizacji Laszkar-i-Toiba, której odłam Front Oporu (ang. The Resistance Front) przyjął początkowo odpowiedzialność za atak w Pahalgam, a także Jaish-e-Mohammed. Według wywiadu indyjskiego, zaatakowane ośrodki były powiązane także z innymi konkretnymi atakami terrorystycznymi. Z tego, w Muridke znajdowała się kwatera główna Laszkar-i-Toiba, a Bahawalpurze – Jaish-e-Mohammed. Szacuje się, że do ataku użyto przynajmniej ok. 40 samolotów, odpalających pociski kierowane SCALP-EG i bomby kierowane ASM-250 HAMMER. Wobec dalej położonych celów użyto dronów uderzeniowych, w tym SkyStriker i polskiej produkcji Warmate. Użyto również samolotów Su-30 przenoszących pociski hipersoniczne PJ-10 BrahMos, ale nie jest jasne, czy je wystrzelono.
Według indyjskiego resortu obrony w ataku zabito ponad 70 terrorystów, a pośród ofiar śmiertelnych znaleźli się m.in. średniej i wysokiej rangi dowódcy polowi powiązani z organizacjami Laszkar-i-Toiba i Jaish-e-Mohammed. Między innymi miał zginąć przywódca Jaish-e-Mohammed Abdul Rauf Azhar, odpowiedzialny m.in. za zabójstwo dziennikarza Daniela Pearla. Według wojska rannych zostało także 60 innych bojowników. Według Pakistanu natomiast, w ataku zginęło co najmniej 26 cywilów, 46 zostało rannych, są także zaginieni. Komentatorzy podkreślali, że w pogrzebach części zabitych brali udział oficerowie armii Pakistanu, w tym związani z wywiadem, co potwierdzało, że zabici byli bojownikami.
Podczas nalotu doszło do bitwy powietrznej, gdyż atak był spodziewany od kilku dni i Pakistańskie Siły Powietrzne znajdowały się w stanie gotowości, dysponując patrolującymi w powietrzu myśliwcami uzbrojonymi w rakiety powietrze-powietrze dalekiego zasięgu PL-15E, pochodzące z Chińskiej Republiki Ludowej, dla których cele wskazywał samolot wczesnego ostrzegania Saab 2000 z radarem Erieye. Pociski PL-15E zostały wystrzelone przeciw formacji samolotów znajdujących się jeszcze nad terytorium Indii lub powracających po nalocie. Również myśliwce indyjskie odpowiedziały wystrzeleniem rakiet, ale średniego zasięgu. Według rzecznika pakistańskich sił zbrojnych − gen. Ahmeda Szarifa − wojsko pakistańskie miało zestrzelić pięć indyjskich samolotów: trzy samoloty Rafale i po jednym Su-30 oraz MiG-29. Według niezależnych analityków, potwierdzone zostało zestrzelenie 3–4 samolotów indyjskich, w tym 1 Rafale EH, 1 Mirage 2000I, 1 MiG-29UPG, prawdopodobnie 1 Su-30MKI, a także pakistańskiego JF-17C.  Przy tym, zestrzelenia te, łącznie z samolotem pakistańskim, miały miejsce nad terytorium Indii. Nie można wykluczyć jednak, że zestrzelone lub uszkodzone zostały także dalsze samoloty, wobec braku oficjalnego ujawnienia strat. Niepotwierdzone pozostały również doniesienia o zestrzeleniu pakistańskiego F-16. Według oficjalnych informacji indyjskich, żaden pilot nie został zabity. Rafale (nr SB001) spadł na pole koło Bathindy, zabijając jedną osobę na ziemi i raniąc dziewięć. W wiosce Wayun w Kaszmirze, 19 kilometrów od Śrinagaru, samolot myśliwski (zidentyfikowany później jako pakistański JF-17C) rozbił się o budynek szkoły, ale nikt nie został ranny.

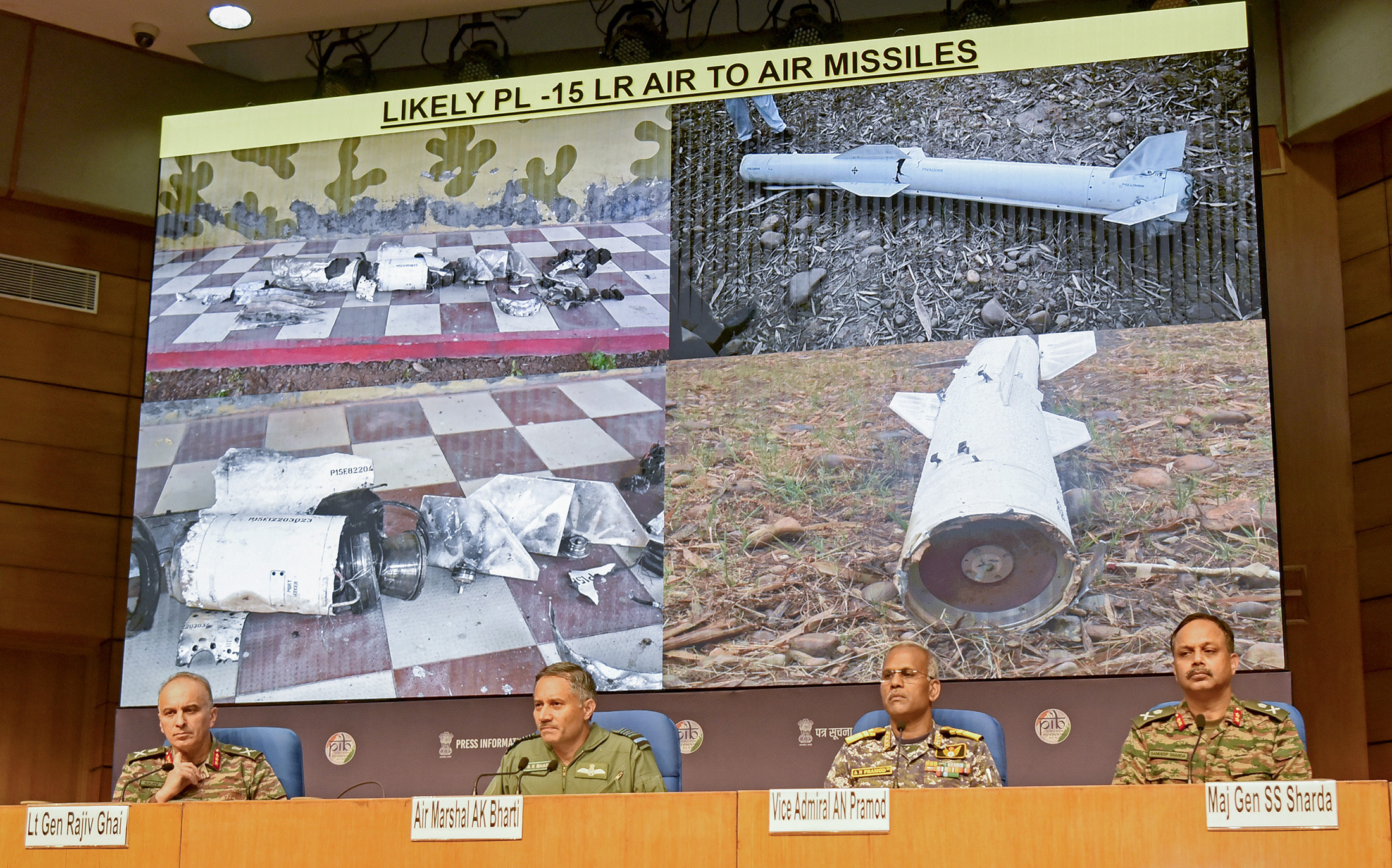
Szczątki pakistańskiego pocisku PL-15

Doniesienia o zestrzeleniu domniemanej większej liczby nowoczesnych myśliwców Rafale przy użyciu chińskich pocisków zostały wykorzystane propagandowo jako sukces Pakistanu i zyskały szeroki oddźwięk w mediach światowych. Według ekspertów, jedną z przyczyn zaskoczenia lotnictwa Indii był to, że oficjalnie Pakistanowi sprzedano eksportową wersję pocisków PL-15E o zasięgu ograniczonym do 150 km, tymczasem przebieg starcia wskazywał, że dysponował pociskami o zasięgu ponad 200 km, jak oryginalne chińskie PL-15. Stanowiło to zarazem naruszenie „niepisanej reguły” między oba państwami nie strzelania do swoich samolotów przez granicę. Wbrew informacjom medialnym o użyciu myśliwców produkcji chińskiej J-10C, Pakistan przypisał zwycięstwa nad Rafale pilotom lekkich myśliwców JF-17C (z 11. dywizjonu). Analitycy wojskowi nie odnotowali natomiast w tych dniach użycia przez Pakistan myśliwców J-10C.
Oficjalnie, według komunikatu władz indyjskich, celem ataku miała być infrastruktura terrorystyczna na terenie Pakistanu oraz części Kaszmiru administrowanej przez Pakistan. Indyjskie Ministerstwo Obrony stwierdziło, że działania zostały precyzyjnie skoncentrowane, ograniczone i nie miały natury prowadzącej do eskalacji, a nadto zademonstrowano wstrzemięźliwość w doborze celów i metod. Stwierdzono, że straty uboczne zostały zminimalizowane dzięki precyzyjnemu celowaniu i użyciu broni o wysokiej precyzji, ale nie trafiono w żadne pakistańskie instalacje wojskowe, chociaż wywiad miał udowodnić, że pakistańska armia wspiera logistycznie grupy terrorystyczne. Oficjalnie, atak miał być operacją antyterrorystyczną, a nie pełnoskalową operacją militarną.

### Odpowiedź Pakistanu i eskalacja

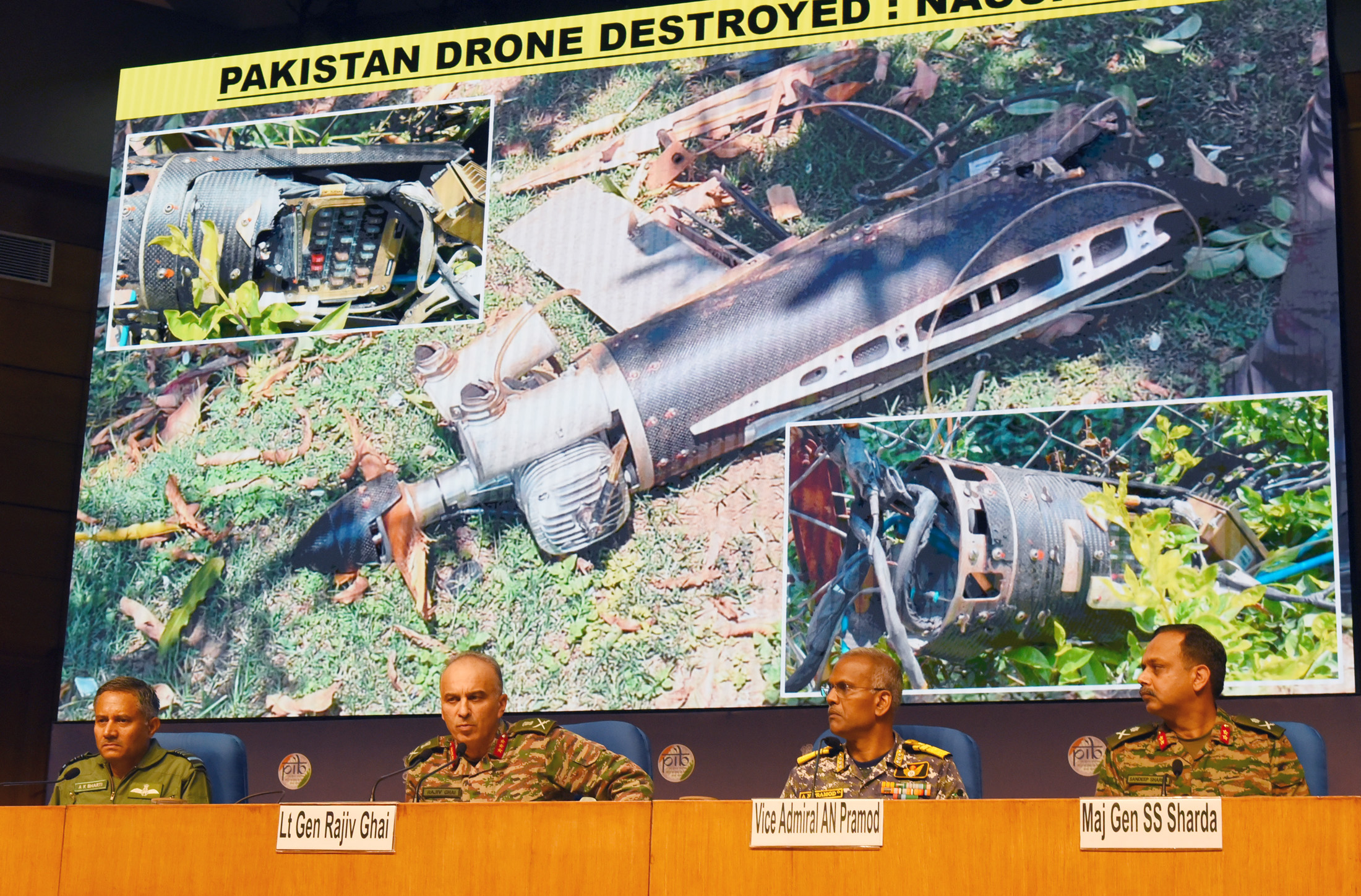
Szczątki zestrzelonego pakistańskiego drona

W odpowiedzi na atak Pakistan 7 maja po południu rozpoczął uderzenie odwetowe w ramach operacji Buyan Marsoos. Użyto do tego kilkuset dronów (m.in. typów Yiha III i Songar) i artyleryjskich pocisków rakietowych Fateh-1, a zaatakowanych zostało od 26 do 36 celów wojskowych w Indiach. Pakistan ogłosił, że zaatakowane zostały bazy w lokalizacjach: Awantipura, Srinagar, Jammu, Pathankot, Amritsar, Kapurthala, Jalandhar, Ludhiana, Adampur, Bhatinda, Chandigarh, Nal, Phalodi, Uttarlai i Bhuj. Według Indii, zestrzelono 300–400 z nich. Według ocen analityków, uderzenie okazało się jednak mało skuteczne, a większość użytych środków przechwyciła indyjska wielowarstwowa obrona przeciwlotnicza. Według doniesień, zabito 10 osób i raniono 48. W szeregu baz lub składów amunicji doszło do pożarów na skutek uderzeń środków ataku lub ich szczątków, lecz według analityków, nie ujawniono poważniejszych zniszczeń lub dużych pożarów, ani też nie doszło do wyłączenia żadnej bazy lotniczej z użycia.
W następstwie Indie 8 maja również rozpoczęły ataki na pakistańskie bazy i instalacje wojskowe w pobliżu granicy, ze szczególnym uwzględnieniem obrony przeciwlotniczej, używając głównie bezzałogowców uderzeniowych izraelskiej produkcji IAI Harop (zakupionych w liczbie ok. 160 sztuk), a także Warmate i SkyStriker. Jedynie część bezzałogowców została zniszczona przez obronę. Zaatakowano m.in. dwa bataliony pocisków przeciwlotniczych HQ-9 w rejonie Gujratu i Karaczi i batalion HQ-16 w rejonie Lahauru, niszcząc lub uszkadzając i wyłączając z akcji przynajmniej stanowiska w Lahaurze i Karaczi. Uszkodzono też przynajmniej trzy radary AN/TPS-77. Celnie zaatakowane zostało także dowództwo armii Pakistanu w Rawalpindi i pakistańskiego XXX Korpusu.
W ramach kolejnej odpowiedzi pakistańskiej, wieczorem tego dnia po godz. 20 cele w Indiach zostały zaatakowane przez dalsze bezzałogowce, a także pakistańskie samoloty F-16 i JF-17 wystrzeliwujące rakiety. Według strony pakistańskiej zniszczono batalion pocisków przeciwlotniczych S-400 w Adampurze – co nie zostało obiektywnie potwierdzone, przy czym według strony indyjskiej zestrzelono oba pociski przeciwradarowe CM-400 wystrzelone w jego kierunku. Według Indii, rakiety przeciwlotnicze zestrzeliły pakistański F-16 i dwa JF-17, a nieoficjalne informacje mówiły o wzięciu dwóch pilotów do niewoli – co również nie zostało niezależnie potwierdzone.

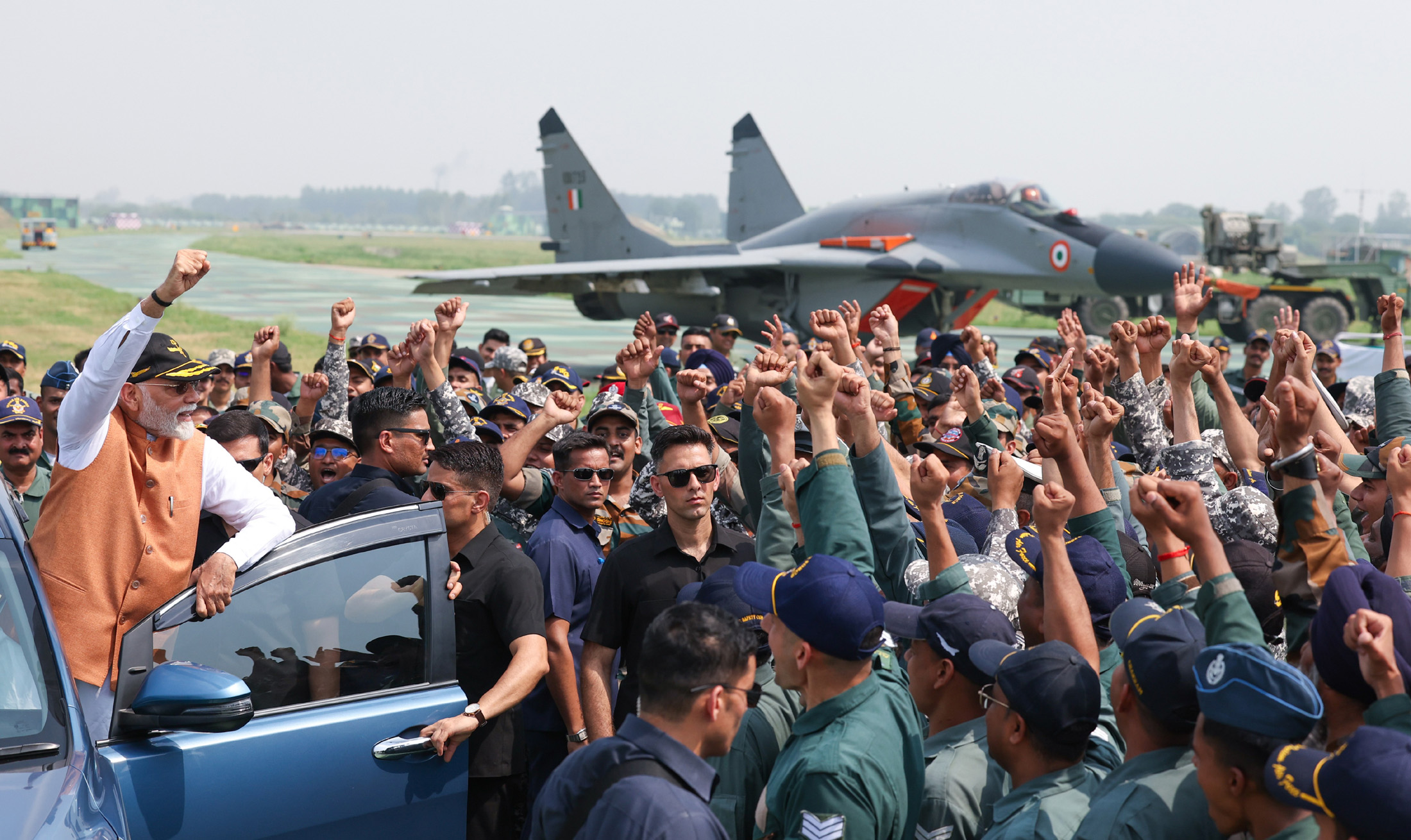
Wizyta premiera Modiego w bazie lotniczej Adampur 13 maja

W dzień 9 maja dochodziło do walk w powietrzu i ostrzałów, których przebieg i efekty nie zostały obiektywnie ustalone. Obie strony zgłaszały zestrzelenia samolotów przeciwnika. Według niezależnych analityków, Indie zdołały jednak ogółem w dniach 8–9 maja porazić pakistańską obronę przeciwlotniczą w rejonie nadgranicznym, powodując odsunięcie pakistańskiego lotnictwa dalej od granicy. Następnie w nocy i dzień 10 maja indyjskie lotnictwo ostrzelało rakietami szereg baz lotniczych Pakistanu, uszkadzając ich infrastrukturę, jak pasy startowe i hangary. Używano w tym celu tym między innymi pocisków: SCALP-EG,  BrahMos, Rampage (przenoszonych przez SEPECAT Jaguar) oraz dalszych dronów uderzeniowych. Według analizy doniesień i fotografii, atakowane były bazy w Skardu, Murid, Nur Khan (Chaklala), Mushaf (Sarghoda), Rafiqui (Śorkot), Sukkur, Pasrur, Shahbaz (Jakobabad), Bholari. Zniszczonych na ziemi lub uszkodzonych zostało także kilka samolotów, w tym jeden Saab 2000 i F-16 w Bholari, ale szczegóły nie są znane, gdyż Pakistan nie ujawnił swoich strat. W morzu znajdowała się ponadto indyjska grupa uderzeniowa z lotniskowcem „Vikrant”, gotowa do uderzeń lotniczych w południowym Pakistanie, ale nie zdecydowano się na to. Lotnictwo pakistańskie nie było w stanie skutecznie odeprzeć uderzenia i nie przejawiało większej aktywności. Według strony indyjskiej zestrzelono jednak nad ranem trzy samoloty pakistańskie w pobliżu granicy przez rakiety przeciwlotnicze. Nadal trwał również ograniczony ostrzał przez Pakistan terytorium Indii.
W toku dalszej eskalacji uderzenia odwetowego 10 maja o 2 w nocy Pakistan wystrzelił jedną rakietę balistyczną (prawdopodobnie Fatah-2) w kierunku bazy lotniczej w Sirsie, która została przechwycona przez rakiety zestawu S-400. Indyjski atak rakietowy następnie uszkodził dwa wejścia do tajnego podziemnego składu broni atomowej Pakistanu we wzgórzach Kirana koło bazy Mushaf – co odczytano jako demonstrację możliwości uderzeniowych Indii w pakistański potencjał atomowy, która nie doczekała się już odpowiedzi ze strony Pakistanu. Kompleks ten oficjalnie nie był zgłoszony przez Pakistan jako miejsce przechowywania broni atomowej i przedstawiciel indyjskiej armii na konferencji 12 maja oficjalnie zaprzeczył, jakoby Indie wiedziały o takim jego przeznaczeniu, jak również jakoby dokonano tam uderzenia. Według analityków, uderzenie prawdopodobnie dokonane pociskami BrahMos, uniemożliwiło wykorzystywanie przechowywanych tam ładunków; nieoficjalne wypowiedzi indyjskich wojskowych wskazywały także, że uderzenie może zostać powtórzone przy próbie odbudowy wejść.
Operacja Sindur była operacją wojskową na największą skalę przeprowadzoną przez Indie od wojny z Pakistanem w 1971 roku. Mimo to, traktowana była przez Indie jako operacja wojskowa, a nie wojna. Spekuluje się, że atak nie spowoduje wybuchu pełnoskalowej wojny, ponieważ oba kraje tego nie chcą, do tego posiadanie broni jądrowej przez oba kraje minimalizuje ryzyko. Analitycy podkreślają, że zwłaszcza Pakistan stanął w obliczu wyczerpywania się amunicji i środków ataku, co wpłynęło na decyzję o zakończeniu eskalacji. Indie zademonstrowały jednak swoją determinację w odpieraniu dalszych ataków terrorystycznych z terytorium Pakistanu oraz możliwości realnego zagrożenia jego potencjałowi militarnemu. Po osłabieniu pakistańskiej obrony powietrznej, lotnictwo indyjskie uzyskało panowanie w powietrzu i mogło pomóc w uzyskaniu przewagi na lądzie w Kaszmirze, jednak Indie nie zdecydowały się na wojnę. W ocenie analityka Toma Coopera, wynik operacji stanowił zdecydowane zwycięstwo Indii, przede wszystkim wskazując na nieskuteczność odstraszania atomowego Pakistanu i niemożność efektywnego użycia przez Pakistan broni atomowej, nawet gdyby podjął taką decyzję.
10 maja około godziny 9 rano pakistański dowódca operacyjny sił zbrojnych generał major Kashif Abdullah w rozmowie przez telefoniczną „gorącą linię” z odpowiednikiem w Indiach gen. por. Rajivem Ghalem zasugerował zawieszenie broni; strona indyjska nie zaakceptowała formalnie tej propozycji, lecz zgodziła się wstrzymać ostrzał o godz. 17 czasu lokalnego. Zbiegło się to z inicjatywą administracji USA nakłonienia obu państw do zawieszenia broni.
Nazwa operacji nawiązuje do proszku sindur − indyjskiego symbolu zamężnych kobiet, noszonego przez nie na czole. Nazwa nawiązuje do masakry cywilów w kwietniu w Dźammu i Kaszmirze (części administrowanej przez Indie), po której wiele kobiet zostało wdowami. 

## Reakcje międzynarodowe
Stany Zjednoczone – prezydent Donald Trump skomentował atak słowami „Wielka szkoda. Myślę, że ludzie wiedzieli, że coś się wydarzy, bazując na przeszłości. Oni walczą od dawna, walczą od wielu, wielu dekad. A właściwie od wieków, jeśli się nad tym zastanowić. Mam nadzieję, że to się bardzo szybko skończy”. Sekretarz stanu Stanów Zjednoczonych Marco Rubio powiedział, że uważnie monitoruje sytuację między Indiami a Pakistanem oraz kontynuuje współpracę z rządami obu państw w celu znalezienia pokojowego rozwiązania.
 Rosja – Ministerstwo Spraw Zagranicznych Federacji Rosyjskiej wyraziło zaniepokojenie Rosji eskalacją indyjsko-pakistańskiej konfrontacji militarnej i wezwało obie strony konfliktu do powściągliwości w celu zapobieżenia dalszemu pogarszaniu się sytuacji w regionie.
 ChRL – ChRL wyraziła ubolewanie z powodu ataków indyjskiego wojska oraz zaniepokojenie obecnym rozwojem sytuacji, a także wyraziła "sprzeciw wobec wszelkich form terroryzmu" oraz wezwała Indie i Pakistan do spokoju i powściągliwości, uznania pokoju i stabilności za priorytet, a także uniknięcia takich działań, które mogą dodatkowo skomplikować sytuację. Podkreśliły także, że "Indie i Pakistan to sąsiedzi, którzy nie mogą się przenieść, a oba kraje są również sąsiadami Chin".